# Trioza remota
Trioza remota är en insektsart som beskrevs av W. Foerster 1848. Trioza remota ingår i släktet Trioza och familjen spetsbladloppor. Enligt den finländska rödlistan är arten sårbar i Finland. Arten är reproducerande i Sverige. Artens livsmiljö är lundskogar. Inga underarter finns listade i Catalogue of Life.